# Bocchoris plenilinealis
Bocchoris plenilinealis là một loài bướm đêm trong họ Crambidae.